# Zev Feldman
Zev Feldman (* um 1975) ist ein US-amerikanischer Jazz-Historiker, Musikproduzent und mit George Klabin Co-Eigner des Plattenlabels Resonance Records, spezialisiert auf die Produktion historischer und Archivaufnahmen.

## Leben und Wirken
Feldman arbeitete zu Beginn seiner Karriere in der Musikindustrie im Marketing bei Musiklabels wie PolyGram, Rhino Records und der Concord Music Group. George Klabin, der in den 1960er-Jahren als Toningenieur gearbeitet hatte und seine beiden New Yorker Aufnahmestudios 1981 verkauft hatte, gründete anschließend die gemeinnützige Organisation Rising Stars Foundation, aus der 2008 das Label Resonance hervorging, mit dem Produktionen mit Dado Moroni, Christian Howes, Tamir Hendelman und Eddie Daniels entstanden sind. 2009 stellte Klabin als Chef des Labels Zev Feldman ein.
Feldman, der seitdem auch in Projekten mit Labels wie Elemental Music, Sunset Blvd Records, Impulse! Records, Real Gone Music und Sam/Saga Records kooperierte,  spezialisierte sich in seiner Arbeit für Resonance auf die Wiederentdeckung und Produktion bislang unveröffentlichter Archivfunde im Bereich des Jazz, etwa von Albert Ayler, John Coltrane, Wes Montgomery, Thelonious Monk, Bill Evans, Sonny Rollins oder Larry Young. Zudem produzierte Feldman nicht nur mehrere Releases für andere Labels (einschließlich einer Neuauflage von Bobbie Gentrys Album Ode to Billie Joe und neu entdeckter Live-Sets von Etta Jones und Cannonball Adderley), sondern auch einem bisher zuvor unveröffentlichten Materials von Eric Dolphy mit dem Titel Musical Prophet. Seit Anfang 2019 ist Feldman zudem für die Verve Music Group von Universal Music Group tätig; im Mittelpunkt der Arbeit soll das 80-jährige Jubiläum des Labels Blue Note Records stehen.
Feldman wurde 2016 als Rising Star Producer beim Critic’s Poll des Down Beat für seine Beteiligung an 26 historischen Jazz-Aufnahmen ausgezeichnet; das  Stereophile Magazine bezeichnete ihn als den „Indiana Jones“ des Jazz. Ende 2020 erhielt er mit Will Friedwald und George Klabin für Hittin’ the Ramp: The Early Years (1936 – 1943) von Nat King Cole eine Grammy-Nominierung in der Kategorie Best Historical Album.
Zev Felman ist nicht mit dem jüdischen Musikforscher Walter Zev Feldman zu verwechseln.

## Diskographische Hinweise
Feldman war als Produzent, Archiv-Forscher und/oder Autor (Liner Notes) u. a. an den folgenden Produktionen beteiligt:
- Pinnacle: Live & Unreleased from Keystone Korner (Freddie Hubbard, 2011)
- Live at Art D’Lugoff’s Top of the Gate (Bill Evans, 2012)
- Echoes of Indiana Avenue (Wes Montgomery, 2012)
- The Magic of 2 (Tommy Flanagan und Jaki Byard, 2013)
- Offering: Live at Temple University (John Coltrane, 2014)
- Swingin’ on the Korner: Live at Keystone Korner (Red Garland, 2014)
- In Paris: The ORTF Recordings (Larry Young, 2016)
- Some Other Time: The Lost Session from the Black Forest (Bill Evans, 2016)
- Les Liaisons Dangereuses 1960 (Thelonious Monk, 2017)
- Slick! – Live at Oil Can Harry’s (Grant Green, 2018)
- Funk in France: From Paris to Antibes (1969–1970) (Grant Green, 2018)
- Musical Prophet: The Expanded 1963 New York Studio Sessions (Eric Dolphy, 2019)
- Revelations (Albert Ayler, 2022)
- Emerald City Nights: Live at the Penthouse 1966-1968 (Ahmad Jamal, 2023)
- At the Showcase: Live in Chicago 1976–1977 (Sun Ra, 2024)
- Freedom Weaver: The 1959 European Tour Recordings (Sonny Rollins, 2024)
- Imagine That: The Lost Recordings 1954-1963 (Patsy Cline, 2025)
- Wow: Live at the Childe Harold (Al Jarreau, 2025)